# Pasiphaea kaiwiensis
Pasiphaea kaiwiensis is een garnalensoort uit de familie van de Pasiphaeidae. De wetenschappelijke naam van de soort is voor het eerst geldig gepubliceerd in 1906 door Rathbun.